# Francisco I. Madero, Jiquipilas
Francisco I. Madero är en ort i Mexiko.   Den ligger i kommunen Jiquipilas och delstaten Chiapas, i den sydöstra delen av landet, 700 km sydost om huvudstaden Mexico City. Francisco I. Madero ligger 897 meter över havet och antalet invånare är 177.
Terrängen runt Francisco I. Madero är kuperad åt nordost, men åt sydväst är den platt. Francisco I. Madero ligger uppe på en höjd. Runt Francisco I. Madero är det ganska glesbefolkat, med 38 invånare per kvadratkilometer. Närmaste större samhälle är Cintalapa de Figueroa, 11,4 km väster om Francisco I. Madero. Omgivningarna runt Francisco I. Madero är en mosaik av jordbruksmark och naturlig växtlighet.